# Литература Перу
Литература Перу — литература, созданная на территории Перу на испанском языке и на языке кечуа.

## Доколониальный период
Литературная продукция доиспанского периода связана с Империей инков и с языком кечуа. Испанские хронисты отмечали существование устной литературы на этом языке, которая делилась на придворную и народную.
Придворная литература, развивавшаяся при императорском дворе, была официальной. Её создавали амаута (учителя) и кипукамайо (библиотекари), пользовавшиеся мнемотехникой кипу (шнурков с узелками). Культивировались три главных жанра: эпический, дидактический и драматический. Эпический жанр был представлен поэмами, выражавшими мировоззрение инков (мифы о сотворении мира, о потопе и о происхождении инков, легенды о Манко Капаке и Маме Окльо). Дидактический жанр включал басни, пословицы и сказки, а драматический — комедии и трагедии, если пользоваться европейскими терминами, но на самом деле это были театральные представления, в которых смешивались танец, пение и литургия. Знаменитая драма «Ольянтай», записанная уже в колониальную эпоху, хотя и включает элементы, заимствованные у испанской драматургии, но в основе своей восходит к этому инкскому театру.
Народная литература стихийно возникала в сельской местности. Она включает лирический жанр, в котором поэтические сочинения соединялись с музыкой и танцем и исполнялись хорами, где мужчины чередовались с женщинами. Две основные разновидности лирического жанра — это харауи, интимная любовная песня, и хайлли, гимн радости, распевавшийся по случаю религиозных праздников и военных побед. Некоторые из этих произведений дошли до нас в записях первых испанских хронистов.

## Колониальный период
Колониальная литература создавалась в период с XVI по начало XIX в. на территории, именовавшейся в то время вице-королевством Перу. С испанским завоеванием сюда пришёл кастильский язык и европейские литературные тенденции. Первыми образцами колониальной литературы были хроники, представлявшие собой смесь истории, очерка и романа. Первые хроники, составленные солдатами и секретарями военных экспедиций, имели ещё грубый и сухой стиль. Лучшими хронистами Перу считаются Педро Сьеса де Леон (1518—1554), автор «Хроники Перу» в 4-х частях, и Инка Гарсиласо де ла Вега (1539—1616), метис, сын испанского завоевателя и инкской аристократки, опубликовавший в 1609 г. в Лиссабоне свои «Подлинные комментарии об инках» — первый шедевр перуанской литературы, посвящённый истории, культуре и обычаям инков и других народов древнего Перу. Вторая часть этой книги, известная как «Всеобщая история Перу» (издана посмертно в 1617 в Кордове), рассказывает о завоевании Перу испанцами и начальном периоде колонии.
Важными культурными событиями были основание первого в Америке Королевского Университета Сан-Маркос в Лиме в 1551 и первой в Южной Америке типографии. Первой печатной книгой, опубликованной в Лиме, была «Христианская доктрина и Катехизис для просвещения индейцев» на трёх языках: испанском, кечуа и аймара. Литература культивируется в этот период в просвещённых кругах, тесно связанных с церковью. К этим кругам принадлежал и Хосе де Акоста, автор книг «Паломничество Бартоломе Лоренсо» (1586), «О природе нового мира» (1588) и «Естественная и нравственная история Индий» (1590), в которых он, однако, не ограничивается религиозными размышлениями, а проявляет интерес к жизни коренных народов.
Литература так наз. Золотого века Испании находит отражение и в испанской Америке, особенно в области лирической и эпической поэзии. Речь идёт об эрудированной литературе с утончёнными формами, подражающей классическим образцам (классицизм). Наиболее выдающимися поэтами-классицистами этого периода были Диего де Охеда (? — 1615), автор первой в Америке эпико-мистической поэмы «Христиада», и Диего Мехиа де Фернанхиль (? — 1634), автор первой части книги «Антарктический Парнас» (1608).
К середине XVII в. классицизм вытесняется новым литературным направлением — барокко. Вершиной перуанского барокко было творчество Хуана де Эспиноса Медрано по прозвищу Лунарехо (? — 1688), автора религиозных пьес, проповедей и «Апологии дона Луиса де Гонгоры, князя лирических поэтов Испании» (1662). Посмертно был издан сборник его проповедей «Девятое чудо». Хуан дель Валье-и-Кавьедес, сатирический поэт и бытописатель, родился в Испании, но жил в основном в Перу. В своих стихах он подвергает свою социальную среду жесткой критике. Но есть у него и мистические стихи, проникнутые духом раскаяния. Его произведения были собраны и изданы лишь через много лет после его смерти под названием «Зубастый Парнас».
С начала XVIII в., когда в Испании установилась династия Бурбонов, все испаноязычные писатели стремятся «офранцузиться». В подражание французской Академии вице-король Перу маркиз де Кастель дос Риос основал Дворцовую Академию в Лиме. Среди её академиков выделяются: Луис Антонио де Овьедо-и-Эррера, граф де ла Гранха (1636—1717), поэт и драматург, автор книг «Жизнь св. Розы» (1711) и «Священная поэма страсти» (1717); Хосе Бермудес де ла Торре-и-Сольер (1661—1746), юрисконсульт и ректор Лимского университета, автор поэмы «Телемах на острове Калипсо»; Педро Перальта-и-Барнуэво (1664—1743), учёный-эрудит, автор эпической поэмы «Основание Лимы» и произведений для театра.
Барокко сменяется неоклассицизмом, то есть возвратом от чрезмерной усложнённости к классической простоте. С ним приходит в Перу и дух либеральных идей, возникших во Франции, которые в будущем окажут значительное влияние на развитие латиноамериканской революции. Во второй половине 18 в. самой выдающейся фигурой в перуанской литературе был Пабло де Олавиде (1725—1803), писатель, переводчик, юрист и политик, родившийся в Лиме, но развивавший свою литературную деятельность в Испании. За свои либеральные идеи он был обвинён в ереси и заточен инквизицией в тюрьму, но затем примирился с церковью. Его короткие рассказы высоко оцениваются современной критикой. Тем временем в Перу развивается сатирическая литература, близкая к костумбризму. Монах Франсиско дель Кастильо (1716—1770) был, несомненно, лучшим драматургом колониального периода. Среди его пьес выделяются «Завоевание Перу», «Митридат, царь Понтийский» и интермедия «О судье и сутягах». Другие сатирики этого периода — Алонсо Каррион де ла Вандера (1714—1783), автор книги «Поводырь слепых путников», повествующей о путешествии от Лимы до Буэнос-Айреса, и Эстебан Терралья-и-Ланда, сатирический поэт, автор книги «Лима внутри и снаружи» (1797).

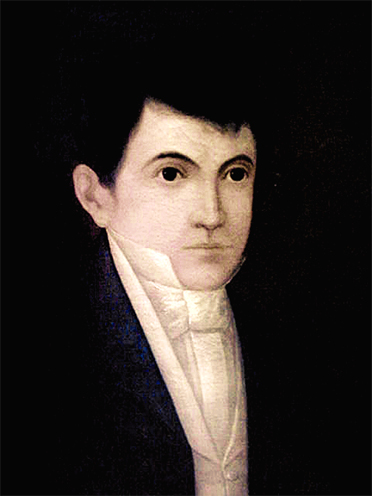
Поэт Мариано Мельгар.

Последний период колониальной литературы — это рубеж XVIII и XIX веков, эпоха Эмансипации, то есть, зарождения перуанского национального самосознания. Подобно французским энциклопедистам, во главе этого процесса встали редакторы первого большого американского журнала «Перуанский Меркурий», создавшие «Патриотическое Общество» (Sociedad de Amantes del País): Иполито Унануэ, Торибио Родригес де Мендоса, Хосе Бакихано-и-Каррильо и другие. В области лирики выделяется Мариано Мельгар (1791—1815) из г. Арекипа, в чьих стихах предощущается романтизм и смешивается культурная поэзия с индейскими народными песнями. Он принял участие в борьбе за независимость и был расстрелян в 1815, а две книги его стихов были изданы посмертно: «Письмо Сильвии» (1827) и «Стихи» (1878). Другой поэт эпохи Эмансипации — это Хосе Хоакин Ольмедо (1780—1847), родившийся в Гуаякиле. Он был депутатом первого Конгресса Республики Перу и послом в Англии. Его основное произведение — «Ода на победу при Хунине», эпическая поэма в стиле неоклассицизма, воспевающая победу, одержанную Боливаром в Хунинском сражении. В области политической литературы выделяется Хосе Фаустино Санчес Каррион (1787—1825), защитник системы республиканского правления и автор «Письма Сайянского Отшельника». Следует упомянуть также лимского священника Хосе Хоакина де Ларрива (1780—1832), очень едкого сатирического поэта и журналиста.

## Республика. XIX век
Первыми литературными направлениями независимого Перу были костумбризм и романтизм, но вскоре развился и реализм.

### Костумбризм

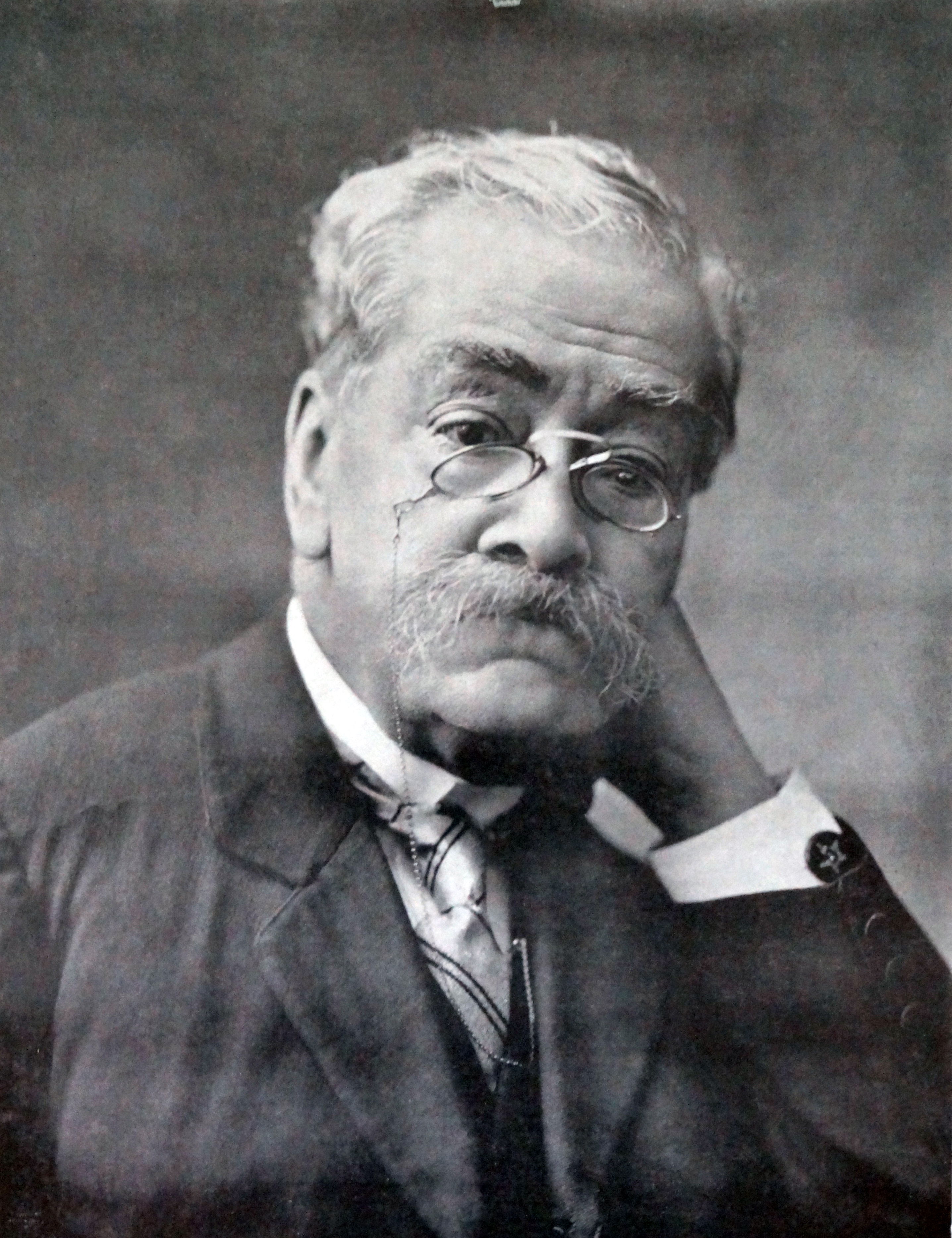
Рикардо Пальма.

Костумбризм был литературным течением, чьи представители уделяли первостепенное внимание нравам и обычаям народов, либо одобряя их, либо критикуя и высмеивая. Перуанский костумбризм зарождается около 1830 и продолжается до 1850-х гг. К этому периоду принадлежат два сатирических поэта и драматурга. Первый — это Фелипе Пардо-и-Альяга (1806—1868), сурово осуждавший перуанскую действительность в своих комедиях («Плоды просвещения», «Сиротка в Чоррильосе» и «Дон Леокадио и годовщина Аякучо»), статьях («Путешествие» и др.) и эпиграммах. Он считал народные нравы варварскими и отталкивающими. Также он критиковал политиков за амбициозность и отсутствие патриотизма. Второй представитель костумбризма, Мануэль Ассенсио Сегура (1805—1871), считается крупнейшим перуанским драматургом XIX века, он лучше всего изображает народные типы Лимы. В отличие от аристократа и консерватора Пардо-и-Альяга, Сегура выступал за демократические ценности, что отражается в его комедиях нравов. Он написал 17 пьес, среди которых выделяются «Кошечка», «Сержант Кануто» и «Три вдовы». Близко к костумбризму и творчество Рикардо Пальма (1833—1919), автора «Перуанских преданий», самого знаменитого произведения перуанской литературы XIX века, в котором он излагает историю Лимы и Перу инкской, колониальной и республиканской эпохи, сочетая элементы подлинной истории с собственными выдумками.

### Романтизм
Романтизм пришёл из Европы в Перу с запозданием, к 1850-м годам, и продолжался до конца века, уступив место реализму. Произведения перуанских романтиков были, в целом, искусственными и грешили сентиментализмом. Лучшими поэтами-романтиками были уже упоминавшийся Рикардо Пальма, чьи стихи отличаются насмешливым отношением к некоторым аспектам реальности, и Карлос Аугусто Салаверри (1830—1891), внебрачный сын президента Перу Фелипе Сантьяго Салаверри, расстрелянного в 1836. Поэзия Салаверри собрана в четыре книги: «Алмазы и жемчуга», «Рассветы и сияния», «Письма ангелу» и «Тайны могилы». Его стихи отличаются меланхолической нежностью, страстностью и элегантным пессимизмом.

### Реализм и натурализм

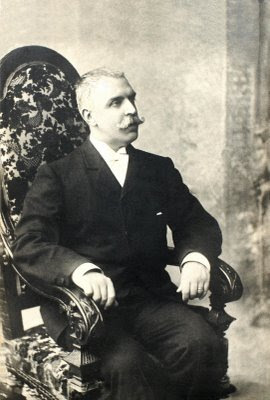
Мануэль Гонсалес Прада.

После Тихоокеанской войны (1879—1883) началось движение против романтизма, возглавленное Мануэлем Гонсалесом Прадой (1844—1918), автором книг «Свободные страницы» и «Часы борьбы», в которых он подвергает яростной критике политиков, ответственных, по его мнению, за поражение в войне. Не ускользают от его стрел и религиозные учреждения, и литераторы его времени. Он был также создателем поэзии новых форм, предвещавшей модернизм. Характерной чертой этой эпохи было возникновение группы женщин-писательниц, многие из которых, потеряв своих мужей и сыновей на войне, были вынуждены сами зарабатывать на жизнь. Они писали романы, которые можно определить как реалистические. Так, Мерседес Кабельо де Карбонера (1845—1909) написала 6 романов, из которых наибольшим успехом пользовались «Бланка Соль» (1888), «Последствия» (1890) и «Заговорщик» (1892). Она также писала многочисленные статьи и очерки на литературные и социальные темы, выступая, в частности, за эмансипацию женщин. Оставшись непонятой и подвергшись нападкам со стороны авторов-мужчин, она окончила свои дни в психиатрической больнице. Клоринда Мато де Турнер (1852—1909), романистка и журналистка из г. Куско, стала предвестницей индихенизма. Лучший из её романов, «Птицы без гнезда», рассказывает об индейце, страдающем от злоупотреблений религиозных и политических властей. Роман вызвал интерес не только в Перу, но и во всей Америке и в Европе. Мария Ньевес-и-Бустаманте (1861—1947) из Арекипы — автор исторического романа «Хорхе, сын народа» (1892) о гражданской войне 1856-58 гг.

## XX век

### Модернизм

Хосе Сантос Чокано.

Модернизм развивался в Перу, начиная с поэмы «К любви» Мануэля Гонсалеса Прады, опубликованной в газете «Эль Комерсио» в 1867, где смешиваются различные поэтические жанры европейского происхождения. Это направление вскоре распространилось по всей Латинской Америке, породив таких поэтов, как Хосе Марти на Кубе, Рубен Дарио в Никарагуа, Леопольдо Лугонес в Аргентине, и др. Полного расцвета в Перу модернизм достиг позднее, в начале 20 в. Из всех его представителей выделяется поэт Хосе Сантос Чокано (1875—1934), чья эпическая поэзия, наполненная описаниями пейзажей, звучностью и красками, близка к творчеству Уолта Уитмена. Писал он и лирические стихи исключительной интимности. Его основные произведения: «Святой гнев», «В деревне», «Девственная сельва», «Песнь века», «Да будет свет», «Золото Индий». Жизнь его была полна приключений. В период правления диктатора Аугусто Легия он повздорил с молодым писателем Эдвином Эльмором и в порыве гнева застрелил его в упор. После краткого тюремного заключения он уехал в Чили, где в свою очередь был убит каким-то шизофреником. Важной ветвью перуанского модернизма было так наз. Поколение 1900 года, представители которого писали элегантную прозу, углубляясь к корням национальной истории и склоняясь к идеализму (Тамайо Варгас, Виктор Андрес Белаунде, Вентура Гарсиа Кальдерон и др.) Особое место занимает поэт Хосе Мариа Эгурен (1872—1942), открывший путь к обновлению перуанской поэзии своими книгами «Песня фигур» и «Символики», близкими к символизму.

### Авангардизм

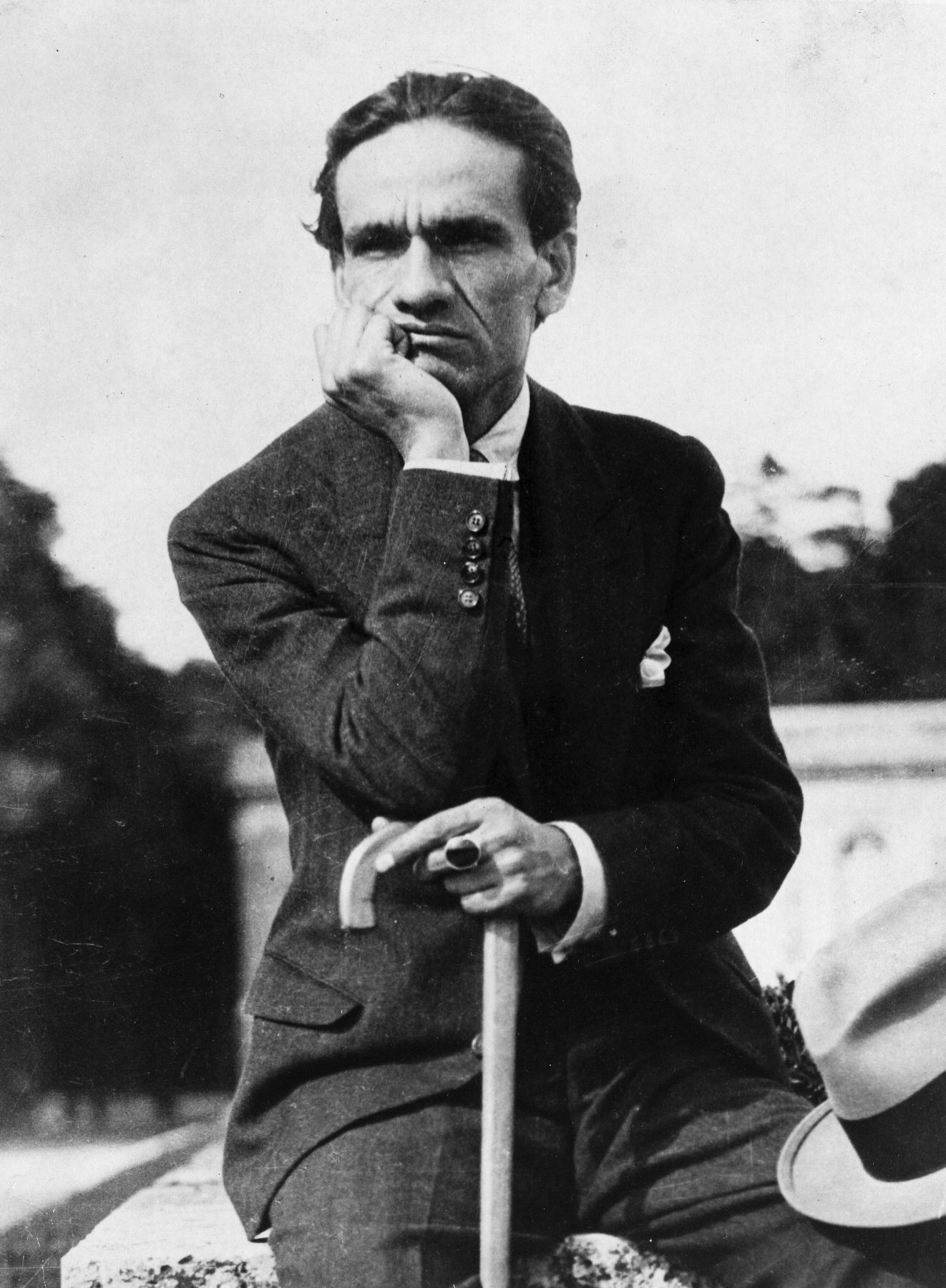
Поэт Сесар Вальехо.

До 1920 модернизм был господствующим направлением в рассказе и в поэзии, но начиная с 1915 в национальную литературу робко вступает литературный авангардизм. В поэзии его крупнейший представитель — Сесар Вальехо (1892—1936), автор сборников «Чёрные герольды» (1916) и «Трильсе» (1922) с их новаторским языком и печальными размышлениями о человеческой жизни. В 1923 он уехал в Европу и больше в Перу не возвращался. В прозе — Авраам Вальделомар (1888—1919), писавший рассказы, романы, пьесы, стихи, статьи и очерки; его рассказы — это трогательные истории о жизни провинциальных городов. В театре доминируют комедии Леонидаса Йерови (1881—1917), а позднее — социально-разоблачительные пьесы Сесара Вальехо. Большое влияние на развитие общественной и литературной мысли Перу оказал в эти годы журнал «Amauta» (1926—1930), издававшийся выдающимся литературоведом-марксистом Хосе Карлосом Мариатеги, и его работа «Семь очерков истолкования перуанской действительности».

### Индихенизм

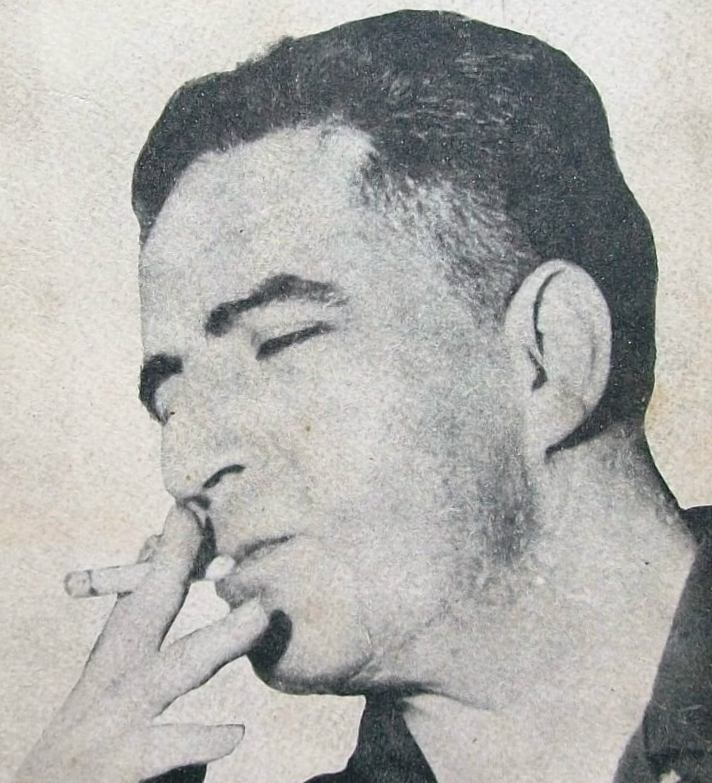
Писатель Сиро Алегрия

Индихенизм — это литературное направление, главной темой которого является жизнь коренного населения Перу — индейцев. Оно началось с рассказов Энрике Лопеса Альбухара (1872—1966) и продолжилось романами Сиро Алегрия (1909—1967): «Золотая змея» (1935), «Голодные собаки» (1939) и «В большом и чуждом мире» (1941). Максимального выражения это течение достигло в творчестве Хосе Мария Аргедаса (1911—1969), автора книг «Вода», «Праздник Йавар», «Алмазы и кремни», «Глубокие реки», «Шестой», «Агония Расу Ньити», «Вся кровь» и «Лис сверху и лис снизу». Благодаря своему общению с индейцами в детстве, он сумел усвоить их представления о мире и жизненный опыт.

### Поколение 50-х
Обновление перуанской прозы начинается с Поколения 1950-х. Литература этого периода развивалась под заметным влиянием европейского (Джойс, Кафка) и американского (Фолкнер) авангарда. К этому поколению принадлежат Хулио Рамон Рибейро (1929—1994), Карлос Эдуардо Савалета (1928—2011), Элеодоро Варгас Викунья (1924—1997) и всемирно известный Марио Варгас Льоса (р. 1936). Они уделяют особое внимание жизни бедных городских кварталов и маргинальных слоев населения, образовавшихся в результате массовой миграции из сельской местности в города (сборники рассказов Рибейро «Стервятники без перьев», Энрике Конграйнса «Лима, час ноль» и его же роман «Не одна, а много смертей», а также первые рассказы Варгаса Льосы). Наряду с прозаиками, возникает и группа поэтов (Алехандро Ромуальдо, Вашингтон Дельгадо, Карлос Херман Бельи, Пабло Гевара), увлекшихся марксизмом и экзистенциализмом и выражающих социальный протест. Близки к ним и так наз. «Поэты народа», связанные с апристской партией, основанной Виктором Айя де ла Торре (Густаво Валькарсель, Мануэль Скорса, Хулио Гарридо Малавер).

### Поколение 60-х

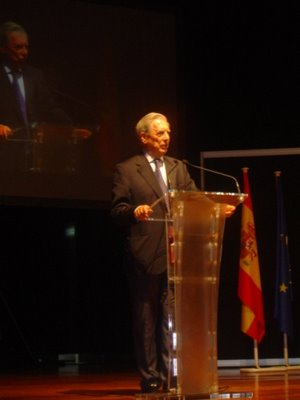
Марио Варгас Льоса

К поколению 60-х годов относятся поэты Луис Эрнандес (1941—1977), Хавьер Эрауд (1942—1963), Антонио Сиснерос (1942—2012) и прозаики Освальдо Рейносо (1931—2016), Мигель Гутьеррес (1940—2016), Эдуардо Гонсалес Вианья (р. 1941), Альфредо Брисе Эченике (р. 1939) и Эдгардо Ривера Мартинес (р. 1933). Они рассматривают литературу как средство развития классового сознания. После победы кубинской революции большинство перуанских интеллектуалов жаждало такой же революции в своей стране, которая уничтожила бы старый олигархическо-феодальный строй. Некоторые даже переходили к практическим действиям — Эрауд, например, погиб в 1963, участвуя в попытке развернуть партизанскую войну в сельве, а Гутьеррес и Рейносо основали журнал, проповедовавший маоистские идеи. В это десятилетие появляются первые романы М. Варгаса Льосы: «Город и псы» (1963), основанный на воспоминаниях об учёбе в военной академии и представляющий протест против жестокости и насилия; «Зелёный дом» (1966), повествующий о борделе, но содержащий элементы рыцарского романа; повесть «Щенки» (1967), выражающая протест против тотальной несправедливости перуанского общества.

### Поколение 70-х
В 1970-е гг. были основаны журналы «Эстасьон Реунида» и «Ора Зеро», которые собирают вокруг себя новое поколение молодых писателей, таких как Хосе Росас Рибейро (р. 1949), Тулио Мора (р. 1948), Хуан Рамирес Руис (1946—2007), Хорхе Пиментель (р.1944), Энрике Верастеги (р. 1950), Кармен Олье (р. 1947) и др. Для них характерен крайний левый радикализм, разрыв с предшествующей литературной традицией и использование народно-разговорного языка в поэзии. В 1974 возникает другая группа поэтов, уделяющих больше внимания форме стиха, чем содержанию (Марио Монтальбетти, Хуан Карлос Ласаро, Карлос Лопес Дегрегори и др.) Проза развивается под влиянием контркультуры и движения хиппи, наиболее заметные её представители — Фернандо Ампуэро (р. 1949) и Кронуэл Хара (р. 1949). Варгас Льоса издаёт романы «Капитан Панталеон и Рота добрых услуг» (1973) и «Тетушка Хулия и писака» (1977).

### 80-е — 90-е годы
В 80-е годы приходят разочарование и пессимизм: никто уже не мечтает о революции. Это эпоха «перестройки» и последних лет холодной войны, экономического кризиса и терроризма. В прозе появляются первые книги рассказов Альфредо Пита (р. 1948) «Вскоре смеркается», Гильермо Ниньо де Гусмана (р. 1955) «Полуночные кони» и Алонсо Куэто (р. 1954) «Битвы прошлого». В 1981 выходит в свет лучшее (по крайней мере, по мнению самого автора) произведение Варгаса Льосы — исторический роман «Война конца света», действие которого происходит в Бразилии в конце 19 в. В селении Канудос сложилась религиозная община, отменившая частную собственность. Правительство направило против неё войска и жестоко подавило это выступление. Поэзия, отказавшись от мятежных устремлений, вновь становится спокойной и уравновешенной (Хосе Ватанабе и др.). Развивается женская поэзия феминистской направленности (Кармен Олье, Джованна Полларолло, Росио Сильва Сантистебан, Роселла Ди Паоло).
В 90-е гг. появляется эстетско-индивидуалистическое направление в поэзии, в то время как проза по-прежнему уделяет первостепенное внимание молодежи из бедных кварталов (так наз. «грязный реализм»). С другой стороны, некоторые писатели культивируют эстетизм: Иван Тайс (р. 1968) «Фотографии Фрэнсиса Фармера», Патрисия де Соуса (р. 1964) «Когда настанет ночь», поэтесса Монтсеррат Альварес (р. 1968) и др. Между тем, достигают своей зрелости два автора, начинавшие в предшествующие десятилетия: Освальдо Рейносо и Мигель Гутьеррес, вернувшиеся в Перу после долгого пребывания в коммунистическом Китае, который обманул их ожидания. Рейносо публикует новеллу «В поисках Аладина» и роман «Бессмертные евнухи», в которых отвергается идеал классовой борьбы во имя поиска утопии юной красоты, которая, однако, не противоречит идее справедливости. Гутьеррес, в свою очередь, поражает читателей романом более чем в тысячу страниц, «Насилие времени» (1991) — это семейная сага рода Вильяр, которая начинается с первого Вильяра, дезертира из испанской армии времён войны за независимость, и кончается Мартином Вильяром, от лица которого ведётся рассказ — студентом, а затем сельским учителем. В романе чувствуется влияние великих латиноамериканских прозаиков XX в. (Борхеса, Хуана Рульфо, Гарсиа Маркеса и Марио Варгаса Льосы), а также «Человеческой комедии» Бальзака.

## XXI век

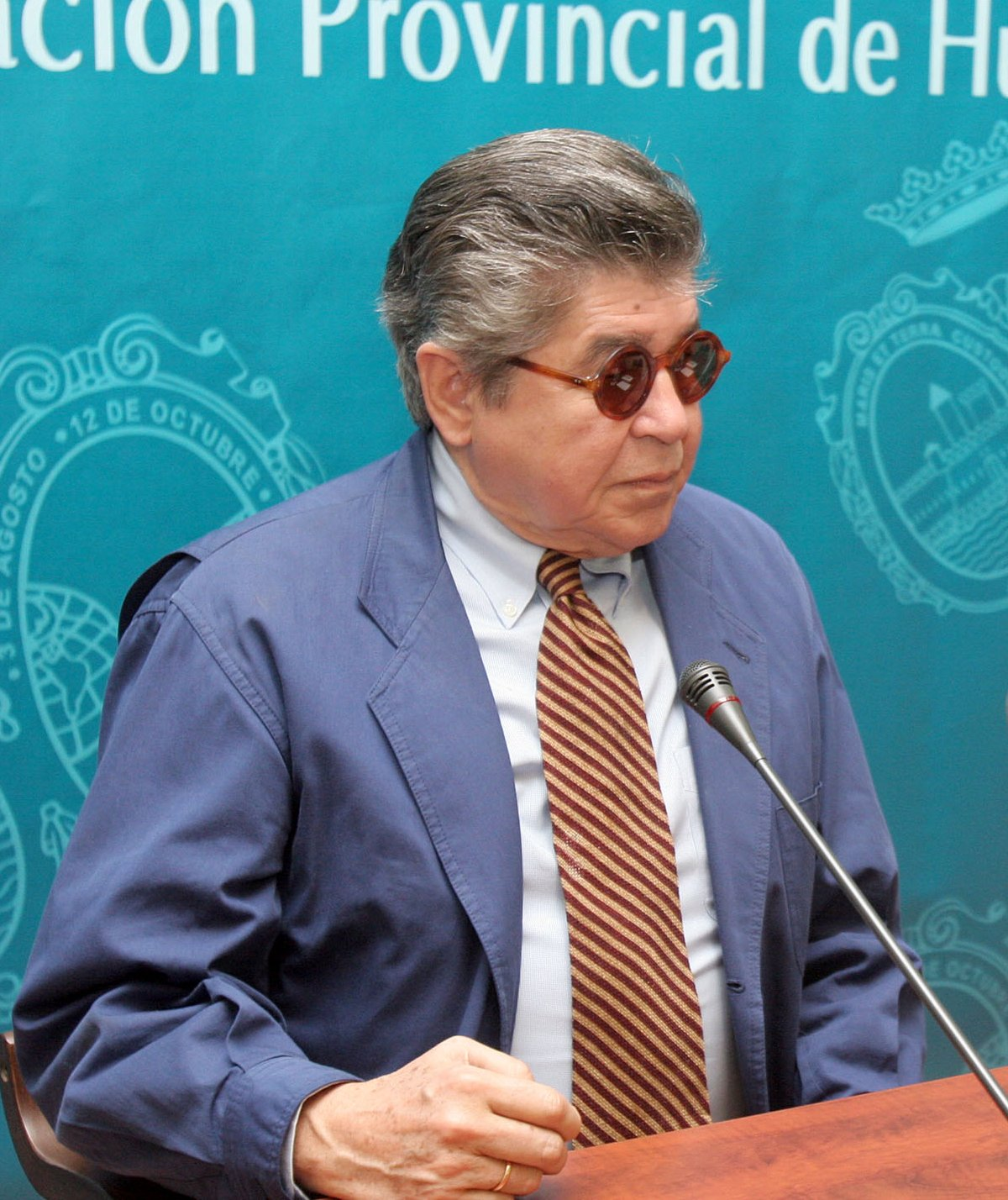
Альфредо Брайс Эченике.

В первые годы нового века перуанским писателям достались важные международные премии. Ещё в 1999 роман Альфредо Пита «Отсутствующий охотник» завоевал премию «Las dos orillas» («Два берега»), предоставляемую Книжным Салоном г. Хихон (Испания). Книга была немедленно переведена и опубликована в пяти европейских странах. В 2002 писатель Альфредо Брайс Эченике получил премию «Planeta», вручаемую одноимённым испанским издательством, за свой роман «Сад моей любимой». В следующем году второй роман Сантьяго Ронкальоло (р. 1975) «Стыд» становится одним из четырёх финалистов премии «Herralde». В 2005 Хайме Байли (р. 1965), критикуемый за стереотипы и коммерческий характер своего творчества, становится финалистом премии «Planeta», а Алонсо Куэто получает премию «Herralde» за роман «Синий час». В 2008 Иван Тайс входит в число финалистов «Herralde» (роман «Местечко, именуемое Собачье Ухо»). И, наконец, в 2010 Марио Варгасу Льосе была вручена Нобелевская премия по литературе.

## Литературные премии Перу
Премия Копэ (исп. Premio Copé) — главная литературная премия Перу, присуждаемая в категориях «роман», «рассказ», «поэзия» и «эссе» за произведения написанные на испанском языке. Учреждена государственным концентром Петроперу (Petróleos del Perú). Присуждается с 1979 года.